# Moderna Museet Malmö

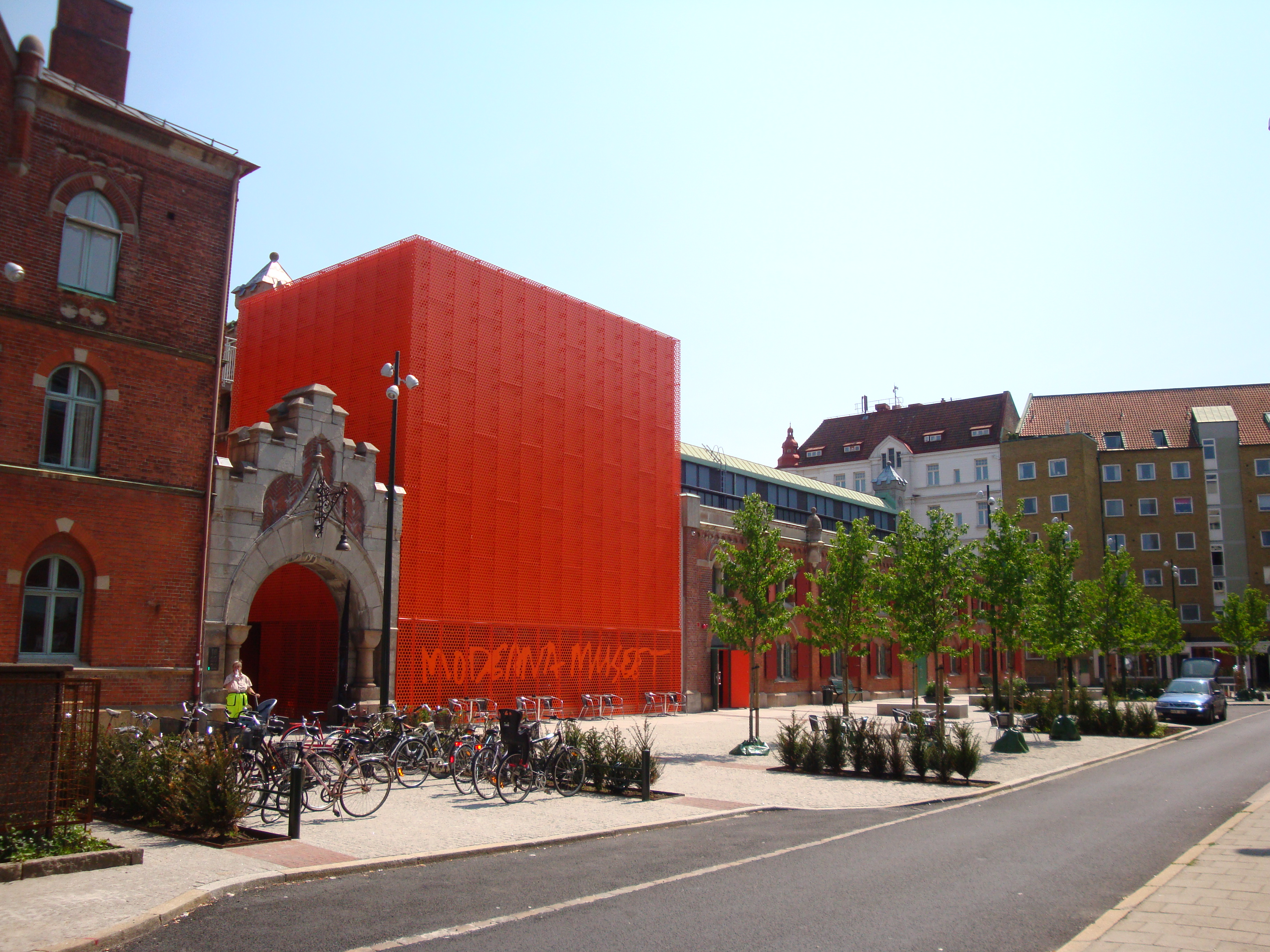
Moderna Museet Malmö

Das Moderna Museet Malmö ist ein Museum für moderne und zeitgenössische Kunst in Malmö, das zum staatlichen schwedischen Moderna Museet gehört. Das Moderna Museet Malmö wurde im Dezember 2009 eröffnet. Wie das Moderna Museet in Stockholm zeigt es schwedische, nordische und internationale Kunst.
Direktorin ist seit 1. Januar 2017 Iris Müller-Westermann.